# Scotoma
Lo scotoma (dal greco σκότωμα, «ottenebramento», derivato di σκότος, «oscurità»), similmente alla emianopsia, sta a indicare, nel linguaggio medico, un'area di cecità, parziale o completa, all'interno del campo visivo, generalmente dovuta a lesioni del tessuto nervoso o, più raramente, a effetti indesiderati nell'uso di alcuni farmaci (es. antibiotici come la streptomicina).
Per analogia, in psichiatria può descrivere una zona d'ombra della memoria.

## Caratteristiche
È caratterizzata da una zona cieca, attorno alla quale la percezione visiva è generalmente buona. Si definisce scotoma negativo un'area di non visione all'interno del campo visivo: si manifesta sotto forma di macchia scura. Lo scotoma positivo viene percepito, invece, come una macchia a luminosità intermittente e di colore variabile. Tra l'altro esiste anche uno scotoma fisiologico: è la zona cieca di Mariotte, l'area corrispondente alla papilla del nervo ottico ossia al punto in cui quest'ultimo emerge dalla retina; un piccolo oggetto posizionato in quella zona non risulterà visibile.

## Eziologia
Le cause più frequenti possono essere:
- Spasmo dell'arteria retinica
- Distacco della retina
- Emorragie retiniche
- Alterazioni del nervo ottico
- Patologie della macula (zona centrale della retina)
- Cataratta nucleare (scotoma positivo fisso che segue il movimento oculare e risalta su fondi chiari).

## Patologie correlate
Lo scotoma è uno dei sintomi principali dell'emicrania con aura: la sua durata può variare dai 10 ai 50 minuti e la scomparsa parziale dal campo visivo è graduale.